# Opération Brochet (1953)
Guerre d’Indochine
Batailles
- Opération Masterdom
- Bataille de Hanoï
- Opération Léa
- Bataille de Phu Tong Hoa
- Bataille de la RC 4
- Bataille de Vĩnh Yên
- Bataille de Mao Khê
- Bataille de Nghia Lo
- Bataille de Hòa Bình
- Opération Lorraine
- Bataille de Na San
- Bataille de Muong Khoua
- Opération Atlante
- Opération Camargue
- Opération Hirondelle
- Opération Brochet
- Opération Mouette
- Opération Castor
- Bataille de Diên Biên Phu
- Opération D
- Bataille du col de Mang Yang
- Extension au Laos

L’opération Brochet était une opération militaire française durant la guerre d'Indochine, entre août et octobre 1953. 18 bataillons combinés de troupes françaises et vietnamiennes ont attaqué les 42e et 50e régiment Viet Minh, dans des combats aux confins méridionaux du delta du Fleuve Rouge près du Tonkin dans le nord du Viêt Nam.

## Contexte historique
À la suite du tournant de 1949 et avec l'expérience acquise au combat, l'armée populaire vietnamienne inflige une série de revers aux troupes françaises dans la haute région de Cao Bang et Lang Son (bataille de la RC 4). Le projet initial de « reconquête coloniale » s'est épuisé dans un interminable enlisement, a entraîné une grande lassitude dans l'armée française d'Indochine et dans le gouvernement français, ainsi qu'une opposition croissante de l'opinion publique française à une guerre dont les enjeux étaient de moins en moins clairs, dès lors que le Viêt Nam, le Laos et le Cambodge étaient, au moins en théorie, devenus indépendants, et que la « reconquête coloniale » n'était donc plus à l'ordre du jour.
La « bataille des Routes Coloniales » sème la panique dans l’état-major français en Indochine et au sein du gouvernement français à Paris. Le général de Lattre de Tassigny est envoyé en Indochine pour redresser la situation mais doit immédiatement faire face à des offensives vietminh. Il parvient à vaincre trois fois ses ennemis, notamment à Vinh yen et Mao khé, écartant définitivement toute menace sur Hanoï, mais ne peut les anéantir. Ayant assuré la construction d'une ligne de défense, de Lattre commence à chasser les vietminh du delta du Fleuve Rouge et décida de lancer une contre-offensive qu'il pense pouvoir être décisive, mais malade, il doit repartir pour la France. Sous l'égide de son successeur Raoul Salan, cette offensive, concluante au début, s'épuise d'elle-même et doit être arrêtée sans résultat décisif. De plus, au même moment, de Lattre en France, qui doit défendre son projet d'envoyer des renforts en Extrême-Orient, voit sa santé se dégrader et meurt en janvier 1952. L'Union française lance alors l'opération Lorraine afin de tenter de débusquer la guérilla Viet Minh en novembre 1952. Celle-ci se soldera par un échec. L'opération Camargue lancée l'année suivante rencontre en revanche un certain succès, chassant les troupes Viet Minh de la route nationale 1A. Profitant de ce dernier, l'état major-français lance l'opération Brochet afin de nettoyer le delta du Fleuve Rouge de toute présence Viet Minh.

## Déroulement de l'opération
Le 1er et 2e bataillons parachutistes de la Légion étrangère ainsi que les 1er et 3e bataillons de parachutistes coloniaux ont pris part à l'opération, de même que les forces de l'armée nationale vietnamienne. Leur objectif était de balayer le delta de toute présence Viêt Minh. L'opération n'a eu qu'un succès limité. Le 11 octobre, le compte-rendu de l'opération montre que les forces de l'Union française ont perdu 96 hommes contre seulement 10 victimes confirmées du côté Viet Minh. En dépit des efforts français entre 5 000 et 7 000 villages du Delta sont restés dans les mains de la guérilla Viet Minh.